# Petrovice u Sušice
Petrovice u Sušice (do 31. prosince 1991 Petrovice, německy Petrowitz) jsou obec v okrese Klatovy v Plzeňském kraji. Žije zde 637 obyvatel.
Stejnojmenná vesnice a katastrální území má rozlohu 7,12 km².

## Historie
První písemná zmínka o obci pochází z roku 1319.

## Obyvatelstvo
| Rok            | 1869  | 1880  | 1890  | 1900  | 1910  | 1921  | 1930  | 1950 | 1961  | 1970 | 1980 | 1991 | 2001 | 2011 | 2021 |
| -------------- | ----- | ----- | ----- | ----- | ----- | ----- | ----- | ---- | ----- | ---- | ---- | ---- | ---- | ---- | ---- |
| Počet obyvatel | 1 933 | 1 954 | 1 908 | 1 876 | 1 803 | 1 764 | 1 501 | 977  | 1 043 | 897  | 820  | 707  | 674  | 580  | 607  |
| Počet domů     | 256   | 256   | 251   | 249   | 258   | 252   | 268   | 264  | 222   | 222  | 199  | 238  | 254  | 271  | 289  |

## Obecní správa

### Části obce
- Petrovice u Sušice
- Břetětice
- Částkov
- Dolní Kochánov
- Františkova Ves
- Chamutice
- Jiřičná
- Kojšice
- Maršovice
- Nová Víska
- Pařezí
- Posobice
- Rovná
- Strunkov
- Svojšice
- Trsice
- Vojetice
- Žikov

### Obecní symboly
Znak a vlajka byly obci uděleny rozhodnutím předsedy Poslanecké sněmovny Parlamentu České republiky dne 31. května 2005.

## Pamětihodnosti
V obci jsou následující nemovité kulturní památky
- Kostel svatého Petra a Pavla
- Nejstarší část kostela byla kaplí petrovického hradu. V historických pramenech je zmíněn pouze jednou v roce 1319, po kterém brzy zanikl. Zbytky hradu byly těžce poškozeny stavbou vodojemu.[7]
- Fara na návsi
- Vodní mlýn
- Sýpka u čp. 21

## Galerie

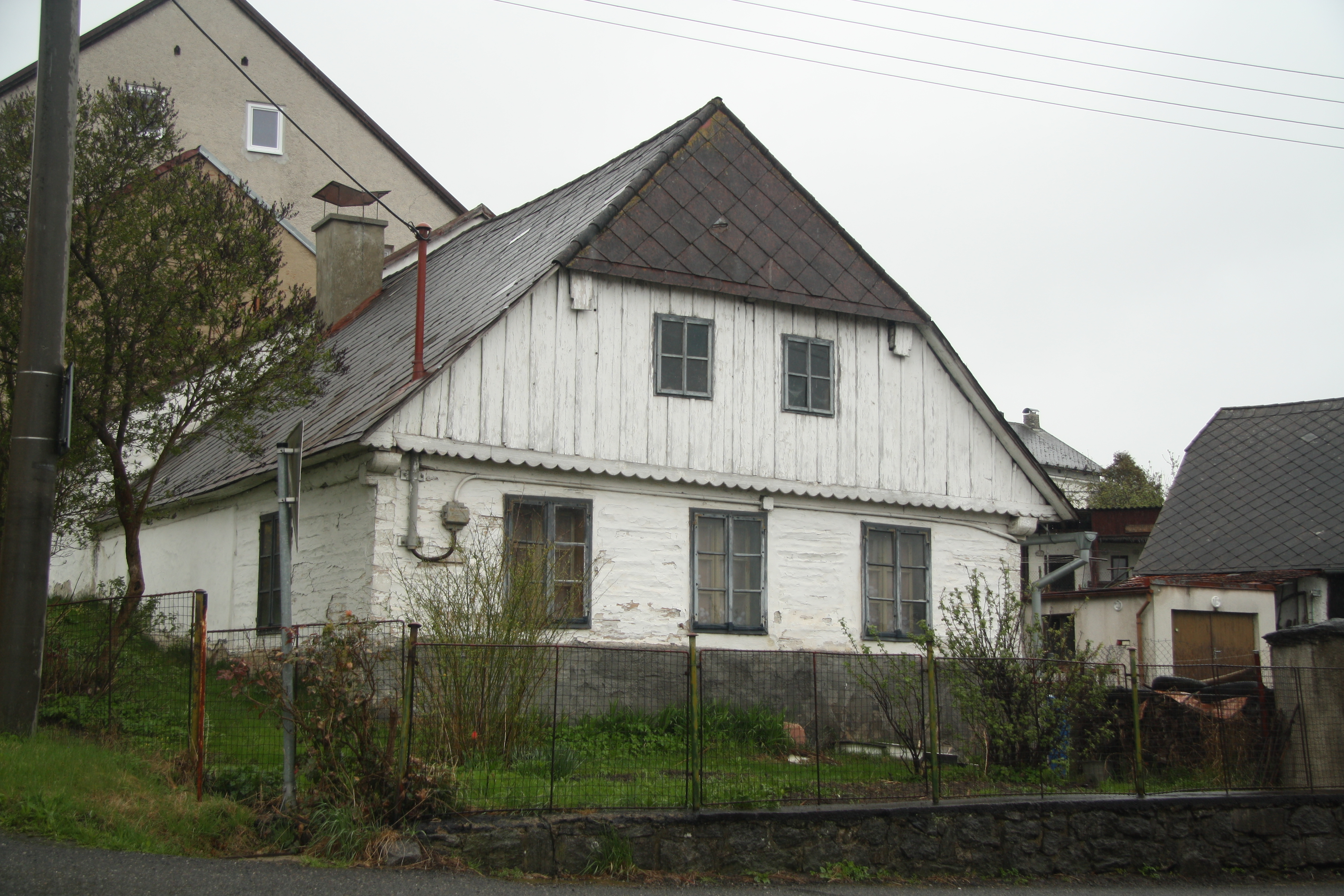
Chalupa
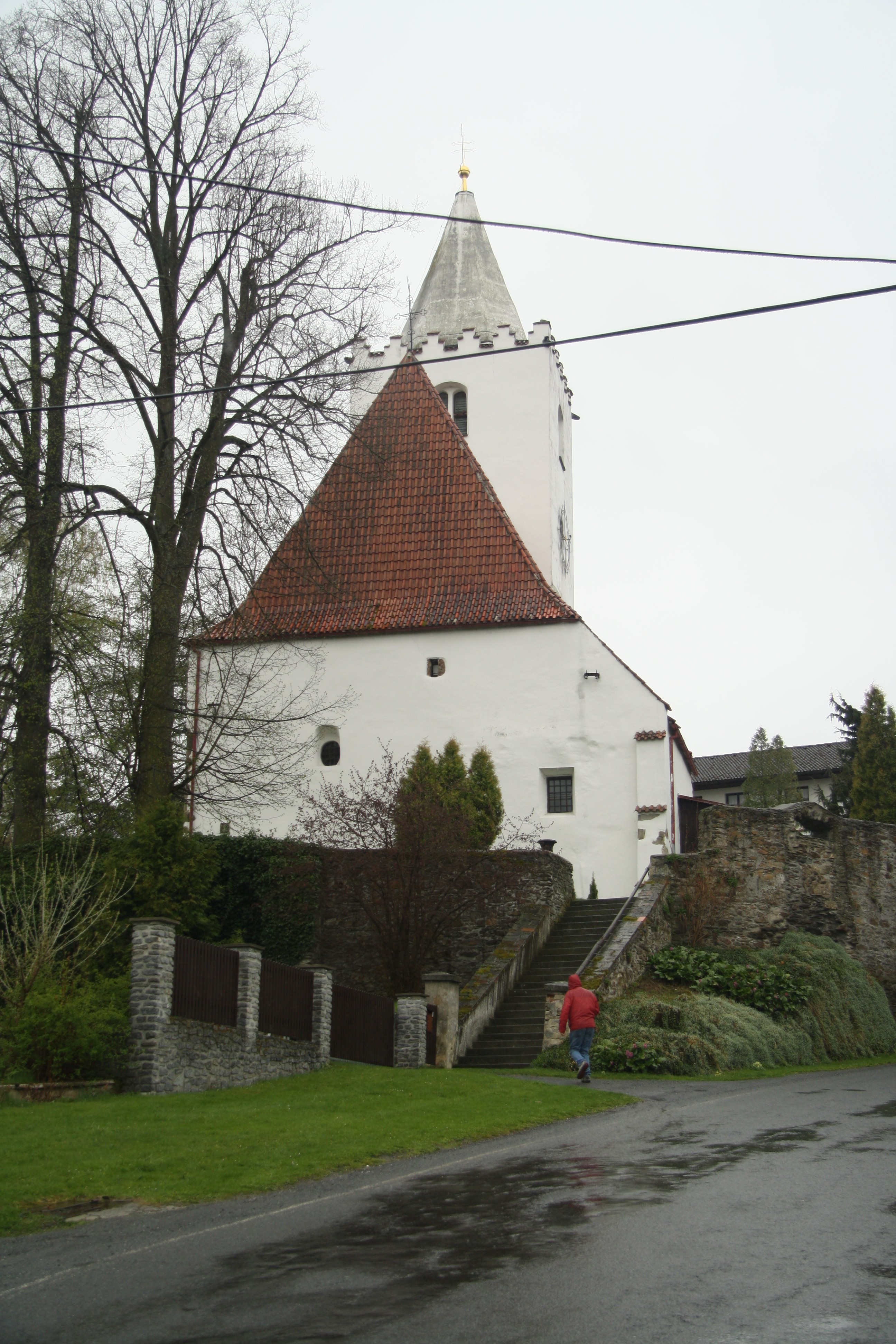
Kostel svatého Petra a Pavla
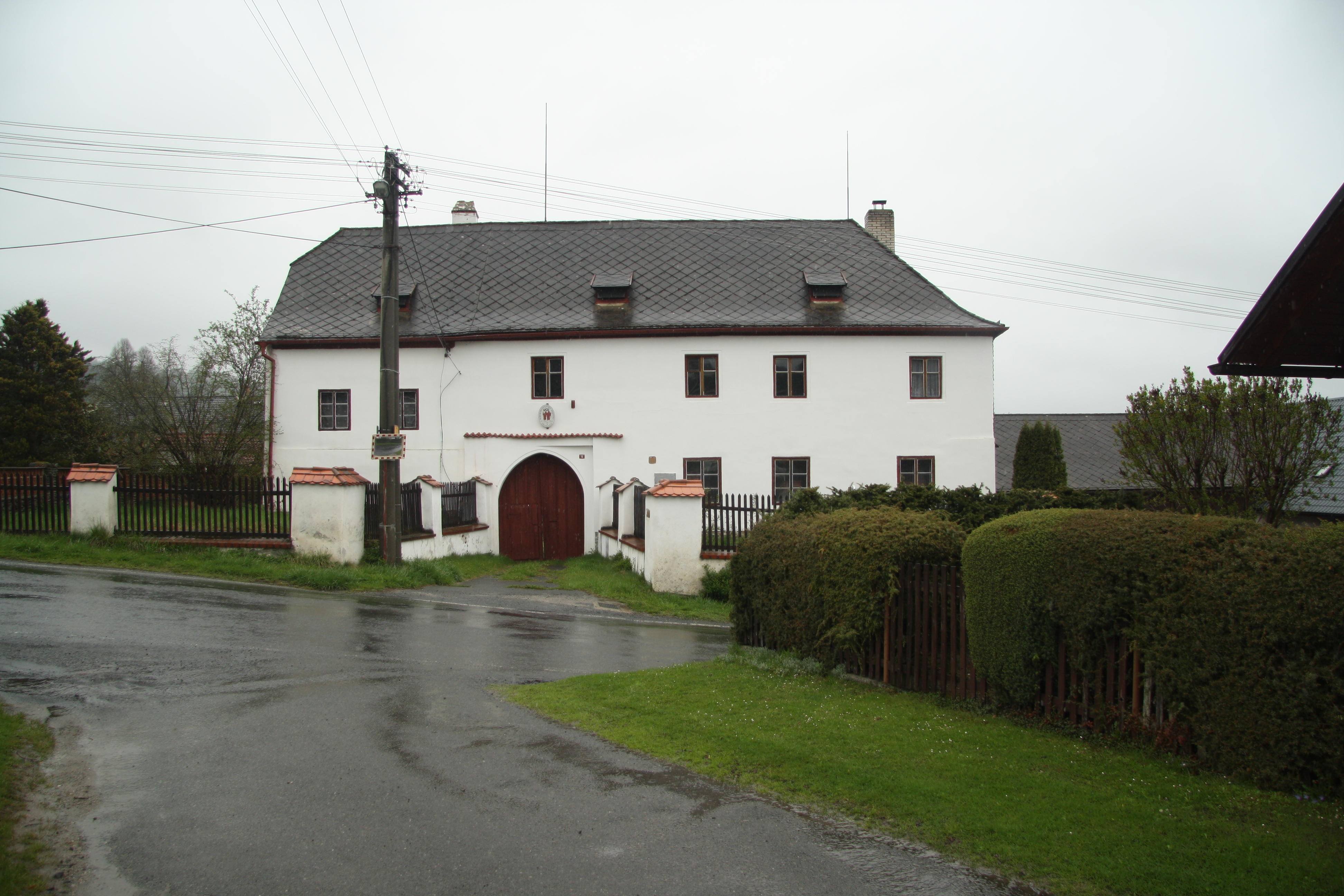
Fara